# Laticoleus longicornis
Laticoleus longicornis är en stekelart som beskrevs av Delobel 1974. Laticoleus longicornis ingår i släktet Laticoleus och familjen brokparasitsteklar. Inga underarter finns listade i Catalogue of Life.